# 天安大厦
39°54′28″N 116°24′03″E / 39.907761°N 116.400812°E
天安大厦是一栋写字楼，位于中国北京市东城区，位于皇城根遗址公园的南端，毗邻王府井和天安门，地下兩層，地上六層，總建築面積約10,000餘平方米。